# Ibirá
Ibirá es un municipio brasilero del estado de São Paulo. Se localiza a una latitud 21° 4′ 49″ sur y a una longitud 49º14'27" oeste, estando a una altitud de 446 metros. Tiene una población de 10.896 habitantes (IBGE/2010) y área de 271.9 km². Ibirá pertenece a la Microrregión de São José do Río Preto.

## Estancia hidromineral
Ibirá es uno de los 11 municipios paulistas considerados estancias hidrominerales por el Estado de São Paulo, por cumple determinados requisitos definidos por Ley Estatal. Tal status garantiza a esos municipios una mayor parte del Estado para la promoción del turismo regional. También, el municipio adquire el derecho de agregar junto a su nombre el título de Estancia Hidromineral', término por el cual pasa a ser designado tanto por el expediente municipal oficial como por las referencias estatales.
En 12 de diciembre de 1921, se elevó la categoría de Municipio, a través de la Ley n.º 1817, siendo solemnemente instalado el 22 de marzo de 1922.
Pasó a ser considerado Estancia Hidromineral por el Decreto Ley n.º 13.157, del 30 de diciembre de 1942.

## Geografía
Posee un área de 270,748 km².

### Demografía
Datos del Censo - 2010
Población total: 10.896
- Urbana: 10.045

- - Hombres: 5.414[5]
  - Mujeres: 5.482

Densidad demográfica (hab./km²): 40,07
Mortalidad infantil hasta 1 año (por mil): 8,19
Expectativa de vida (años): 75,98
Tasa de fertilidad (hijos por mujer): 2,02
Tasa de alfabetización: 89,11%
Índice de Desarrollo Humano (IDH-M): 0,801
- IDH-M Salario: 0,711
- IDH-M Longevidad: 0,850
- IDH-M Educación: 0,842

(Fuente: IPEADATA)

### Hidrografía
El municipio de Ibirá es cortado por los afluentes del Río Cubatão, que son: 
- Ríos de las Bicas;
- Río Mococa;
- Río Aterrizaje Alegre;
- Río Taperão

### Carreteras
- SP-310
- SP-379

## Administración
- Prefecto: Nivaldo Domingos Negrão (2009/2012)
- Viceprefecto: Edvard Alberto Colombo
- Presidente de la cámara: José Juan Mariano (2009/2010)
- Presidente de la cámara: Sônia Palma Beolchi (2011/2012)